# Liste der Monuments historiques in Caro (Morbihan)
Die Liste der Monuments historiques in Caro (Morbihan) führt die Monuments historiques in der französischen Gemeinde Caro auf.

## Liste der Bauwerke
| Bezeichnung      | Beschreibung | Standort                        | Kennzeichnung | Schutzstatus | Datum | Bild |
| ---------------- | ------------ | ------------------------------- | ------------- | ------------ | ----- | ---- |
| Croix Boucher    | Kreuz        | La Planchette (Lage)            | PA00091141    | Inscrit      | 1937  |      |
| Croix de l’Étang | Kreuz        | Route départementale 166 (Lage) | PA00091142    | Inscrit      | 1937  |      |
| Herrenhaus       |              | Bodel (Lage)                    | PA00091143    | Inscrit      | 1978  |      |

## Liste der Objekte
- Monuments historiques (Objekte) in Caro (Morbihan) in der Base Palissy des französischen Kultusministeriums